# Brochure sur le SI
La brochure sur le SI, intitulée formellement Le Système international d'unités (SI) et The International System of Units (SI), est une publication qui définit et présente le Système international d'unités (SI). Elle est compilée par le Comité consultatif des unités (CCU), un sous-comité du Comité international des poids et mesures (CIPM), au nom de la Conférence générale des poids et mesures (CGPM). Elle est publiée à Sèvres par le Bureau international des poids et mesures (BIPM), dont c'est la plus importante publication. Destinée à un très large public, englobant toutes les compétences, savoirs et expériences, c'est un outil essentiel pour la communauté scientifique.

## Histoire

Sceau du BIPM apparaissant en couverture de la brochure sur le SI jusqu'à la 8e édition.

La première édition a été publiée en 1970, et depuis lors, huit révisions ont vu le jour, pour tenir compte des évolutions du SI introduites par les résolutions de la Conférence générale des poids et mesures (CGPM) et les recommandations du Comité international des poids et mesures (CIPM) et du Comité consultatif des unités (CCU). Ces résolutions et ces recommandations sont par ailleurs publiées chronologiquement dans les Comptes-rendus (CR) de la CGPM, et les Procès-verbaux (PV) du CIPM, ainsi que dans la revue Metrologia.
À l'origine publiée exclusivement en français, langue officielle de la Convention du Mètre, la brochure a commencé à être traduite en anglais à partir de sa 5e édition en 1985. Cette édition bilingue a pour but de rendre son contenu plus accessible, mais c'est uniquement la version en français qui continue à faire autorité, s'il convient d'y faire référence ou en cas de doute sur l'interprétation.
Les différentes éditions de la brochure sur le SI sont les suivantes :
| Éd. | Année       | ISBN              | Lire en ligne   | Réunions dont les amendements sont pris en compte                                        |
| --- | ----------- | ----------------- | --------------- | ---------------------------------------------------------------------------------------- |
| 1re | 1970        |                   | [lire en ligne] |                                                                                          |
| 2e  | 1973        |                   | [lire en ligne] | - 14e CGPM (1971) - CCU                                                                  |
| 3e  | 1977        | 92-822-2045-1     | [lire en ligne] | - 15e CGPM (1975) - CCU (4e session, 1974, et 5e sessions, 1976) - CIPM (septembre 1976) |
| 4e  | 1981        | 92-822-2067-2     | [lire en ligne] | - 16e CGPM (1979) - CIPM (1977, 1978, 1980) - CCU (1978, 1980)                           |
| 5e  | 1985        | 92-822-2092-3     | [lire en ligne] | - 17e CGPM (1983) - CIPM (1981, 1982, 1983, 1984) - CCU (1982, 1984)                     |
| 6e  | 1991        | 92-822-2112-1     | [lire en ligne] | - 18e CGPM (1987) - CIPM (1988, 1989, 1990) - CCU (1990)                                 |
| 7e  | 1998        | 92-822-2154-7     | [lire en ligne] | - 19e CGPM (1991) et 20e CGPM (1995)                                                     |
| 7e  | suppl. 2000 |                   | [lire en ligne] | - 21e CGPM (octobre 1999) - CIPM (1997)                                                  |
| 8e  | 2006        | 92-822-2213-6     | [lire en ligne] | - 22e CGPM (2003)                                                                        |
| 8e  | suppl. 2014 |                   | [lire en ligne] | - 23e CGPM (2007) et 24e CGPM (2011)                                                     |
| 9e  | 2019        | 978-92-822-2272-0 | [lire en ligne] | - 25e CGPM (2014) et 26e CGPM (2018) : redéfinition du SI                                |

La 7e édition a subi des modifications importantes pour la rendre plus accessible aux lecteurs qui ne sont pas familiers de son contenu.
Une version abrégée de 4 pages est également publiée.

## Éditions du NBS / NIST
Depuis 1971, le National Bureau of Standards (NBS), devenu National Institute of Standards and Technology (NIST) en 1988, en publie également une traduction aux États-Unis, en tant que Special Publication 330 :
| Édition de la brochure sur le SI                      | Éditeur(s) scientifique(s)                | Date de parution                   | Identifiants                       | Identifiants                       | Identifiants                       | Image                              |
| Édition de la brochure sur le SI                      | Éditeur(s) scientifique(s)                | Date de parution                   | LCCN                               | CODEN                              | DOI (site du NIST)                 | Image                              |
| National Bureau of Standards (NBS)                    | National Bureau of Standards (NBS)        | National Bureau of Standards (NBS) | National Bureau of Standards (NBS) | National Bureau of Standards (NBS) | National Bureau of Standards (NBS) | National Bureau of Standards (NBS) |
| ----------------------------------------------------- | ----------------------------------------- | ---------------------------------- | ---------------------------------- | ---------------------------------- | ---------------------------------- | ---------------------------------- |
| 1re (1970)                                            | - Chester H. Page - Paul Vigoureux (d)    | janv. 1971                         | 73608985                           | XNBSA                              | 10.6028/NBS.SP.330                 |                                    |
| 1re (1970)                                            | - Chester H. Page - Paul Vigoureux (d)    | avr. 1972                          | 74600795                           | XNBSAV                             | 10.6028/NBS.SP.330e1972            |                                    |
| 2e (1973)                                             | - Chester H. Page - Paul Vigoureux (d)    | juill. 1974                        | 74603193                           | XNBSAV                             | 10.6028/NBS.SP.330e1974            |                                    |
| 3e (1977)                                             | - Chester H. Page - Paul Vigoureux (d)    | août 1977                          | 78601750                           | NBSMA6                             | 10.6028/NBS.SP.330e1977            |                                    |
| 4e (1981)                                             | - David T. Goldman - R.J. Bell            | déc. 1981                          |                                    | NBSMA6                             | 10.6028/NBS.SP.330e1981            |                                    |
| 5e (1985)                                             | - David T. Goldman - R.J. Bell            | juill. 1986                        | 86602515                           | XNBSAV                             | 10.6028/NBS.SP.330e1986            |                                    |
| National Institute of Standards and Technology (NIST) |                                           |                                    |                                    |                                    |                                    |                                    |
| 6e (1991)                                             | Barry N. Taylor (d)                       | août 1991                          | 91601713                           | NSPUE2                             | 10.6028/NIST.SP.330e1991           |                                    |
| 7e (1998) + suppl. 2000                               | Barry N. Taylor (d)                       | juill. 2001                        | 2001387894                         | NSPUE2                             | 10.6028/NIST.SP.330e2001           |                                    |
| 8e (2006)                                             | - Barry N. Taylor (d) - Ambler Thompson   | mars 2008                          |                                    | NSPUE2                             | 10.6028/NIST.SP.330e2008           |                                    |
| 9e (2019)                                             | - David B. Newell (d) - Eite Tiesinga (d) | août 2019                          |                                    | NSPUE2                             | 10.6028/NIST.SP.330-2019           |                                    |

Cette traduction répond à l'autorisation par le Congrès des États-Unis en 1968 de conduire une étude sur l'adoption du système métrique dans le pays.
Depuis que la brochure sur le SI publiée par le BIPM contient une traduction en anglais (à partir de la 5e édition en 1985), la publication du NIST reprend cette traduction, à part de légères différences dues au fait que le Metric Conversion Act (en) de 1975 a donné au Secretary of Commerce la responsabilité d'interpréter ou modifier le SI pour son utilisation aux États-Unis.